# Фёдоров, Владимир Иванович (писатель)
Влади́мир Ива́нович Фёдоров (15 мая 1925, Белгород — 29 мая 1998, Москва) — советский и российский поэт, прозаик, драматург, публицист. Автор более шестидесяти книг прозы и стихов, более ста песен. Наиболее известна его дилогия «Чистый Колодезь»; по входящей в неё повести в новеллах «Сумка, полная сердец» в 1964 году был поставлен одноимённый кинофильм. Лауреат международной литературной премии имени Константина Симонова, член Союза писателей СССР.

## Биография
Владимир Иванович Фёдоров родился 15 мая 1925 года в Белгороде в рабочей семье. Отец, Иван Васильевич — участник Брусиловского прорыва, солдат трёх войн, перед Великой Отечественной войной работал в Молдавии заведующим сберкассой. Мать, Ольга Семёновна — беженка из Белоруссии, заведующая библиотекой.
Первые стихи («Думы про Испанию») были опубликованы в 1938 году в районной газете «Боринская искра» (Воронежская, ныне Липецкая область).
Учился в Кишинёвском электромеханическом техникуме. В начале Отечественной войны работал прессовщиком в Урюпинске и на Урале. В январе 1943 года добровольцем ушёл на фронт. Был парашютистом-десантником, воевал орудийным номером на Карельском, Втором и Третьем Украинских фронтах, принимал участие в освобождении Венгрии, Австрии и Чехословакии.
Фронтовые стихи Фёдорова были опубликованы ещё в годы войны в журнале «Красноармеец» (главный редактор Степан Щипачёв) и в различных военных газетах. Одно из них называлось «Вместо письма» и было написано как бы от имени всех солдат. В мае 1945 года будущего поэта перевели работать в редакцию дивизионной газеты «В атаку!», он стал военным журналистом.
В 1947 году в «Литературной газете» была напечатана фронтовая лирика Владимира Фёдорова — цикл «Первые стихи» с предисловием М. Исаковского. С этого времени и началась почти полувековая плодотворная литературная деятельность Владимира Фёдорова. В 1950 году в Киеве вышла первая книга лирики «Семья родная», посвящённая армии.
Владимир Фёдоров — автор более шестидесяти книг прозы и стихов, более 100 песен. Наиболее известна его дилогия «Чистый Колодезь»; по входящей в неё повести в новеллах «Сумка, полная сердец» в 1964 году был поставлен одноименный кинофильм. Затем вышли фильмы «Визит в Ковалёвку» (1980) и «Володькина жизнь» (1984). Владимир Фёдоров — автор четырёх пьес в стихах, широко известны песни на его стихи: «Калина во ржи» в исполнении Людмилы Зыкиной, «Есть вечная любовь» в исполнении Софии Ротару, — и другие.
Стихи, поэмы, повести и сказки Владимира Фёдорова переведены на многие языки мира.
Лауреат международной премии Константина Симонова. Отлично окончил Высшие литературные курсы (1962). Член Союза писателей СССР.
О творчестве Владимира Фёдорова вышла книга М. Мигунова «Поющее сердце» (1964), а также Белгородский государственный педагогический университет выпустил сборник статей известных писателей и литературоведов «Писатель, рождённый Великой Отечественной» (1995).
В 1973 году написал Балладу о звенящем солнце «Зови, гитара…», посвящённую чилийскому поэту-революционеру Виктору Хара. В литературных электронных сетях авторство ошибочно приписывают однофамильцу — поэту Василию Фёдорову.
Умер Владимир Иванович Фёдоров 29 мая 1998 года. Похоронен в Москве, на Медведковском кладбище.

## Сочинения
- Белгород: цикл стихов. // Новый мир. — М., 1950. — Вып. 6. — С.73-82;
- На пороге. — М., 1951;
- Плечом к плечу. — М., 1952;
- Любовь моя. — М., 1953;
- Чистый колодезь: Повести. // Роман-газета. — М., 1962. — Вып. 19.;
- Сумка, полная сердец: Повесть в новеллах. — М., издательство «Советская Россия», 1962.;
- Марс над Казачьим Бором: Повесть. // Библиотека «Огонёк». — М., 1963. — Вып. 12.;
- Марс над Казачьим Бором: Повести. — М., «Молодая гвардия», 1963.;
- Сумка, полная сердец: Повесть в новеллах. — М., издательство «Советская Россия», 1963.;
- Звёзды России: Стихи и поэмы. — М., 1963;
- Сумка, полная сердец: Повести. — Петрозаводск, Карельское книжное издательство, 1964.;
- Вечный огонь: Роман в повестях. — М., «Советский писатель», 1965.;
- Со всех концов России. — М., «Московский рабочий», 1966.;
- Белая невеста: Повести и роман. — М., Военное издательство, 1970.;
- Щедрость. — М., 1970;
- Мы были счастливы: Роман-хроника. — М., Профиздат, 1971.;
- Бойцы моей земли: Встречи и раздумья. М., «Современник», 1973.;
- Сумка, полная сердец: Повести. Переиздание. — Воронеж, Центрально-Чернозёмное книжное издательство, 1973.;
- Баллада о звенящем солнце. «Зови, гитара…» 1973. — М., 60 лет советской поэзии, Сборник стихов. 1977., т.2.
- Баллада о солдатке: Баллады, песни, лирика, юмор, поэмы. — М., Военное издательство, 1974.;
- Жизнелюбы: Избранные повести. Переиздание. — М., «Московский рабочий», 1975.;
- Вся Володькина жизнь: Роман и повесть. / А. С. Буковский, В. И. Фёдоров. — М., Воениздат, 1977.;
- Жаворонок в зените: Повесть и романы. — М., «Современник», 1985.;
- Сказ про Студёный Ключ: Роман, повести. — М., Воениздат, 1990. — 512 с. — ISBN 5-203-00620-2.;
- Гроза над Россией. — М., 1995.